# Banca Albina din Sibiu

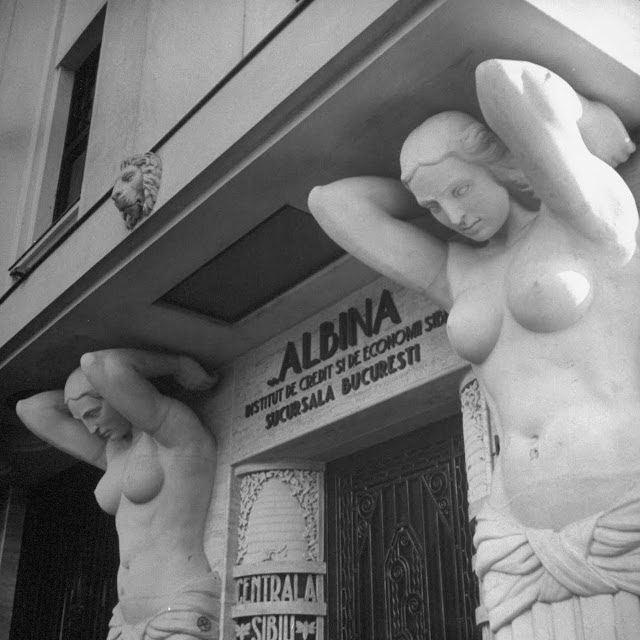
Sucursala din București din Strada Edgar Quinet nr. 6

Banca Albina a fost o bancă înființată în 1871 la Sibiu și desființată în 1948 de către regimul comunist.

## Istoric
Banca Albina a fost înființată la inițiativa învățătorului Visarion Roman și cu sprijinul a mai multor personalități românești, printre care s-au aflat Timotei Cipariu, Iacob Bologa, Paul Dunca, Alexandru Mocioni, Antoniu Mocioni, David Urs de Margina.
În anul 1867 învățătorul Visarion Roman a făcut prima încercare de creare a unei instituții economice menite a spijini românii din Transilvania, prin crearea „Societății de împrumut și de păstrare” din Rășinari, instituție care însă va fi desființată din cauza dificultăților întâmpinate. Visarion se va inspira de la cooperativele săsești Schultze Delitsch, pe modelul cărora va formula statutul a ceea ce va deveni prima bancă a românilor din Transilvania. După formularea statutului, el va contacta mai multe personalități românești transilvănene, cărora le va cere sprijinul pentru înființarea băncii.
După aprobarea statutului, acesta va fi depus la Ministerul Ungar de Agricultură și Comerț din Budapesta spre aprobare, de către frații Mocioni, aprobare obținută în 1871. Se derulează totodată un program de subscriere a acțiunilor băncii, program finalizat la 30 noiembrie 1871 prin subscrierea celor 3000 de acțiuni și sprijinit intens de presa de limbă română.
La 14 martie 1872 are loc Adunarea generală de constituire a băncii, unde se va alege consiliul de administrație, format din Alexandru Mocioni ca președinte și membrii Paul Dunca, Iacob Bologa, Aurel Maniu, Antoniu Mocioni, Timotei Cipariu, Ioan Hania, Elie Măcelar, Ioan Popescu, baronul David Urs de Margina și D.I. Vancea (înlocuit mai târziu cu Vincențiu Babeș). Visarion Roman devine director, iar Ștefan Lissai contabil.
În 1873, director al băncii a fost numit Nicolae Petra Petrescu. Printre personalitățile care au lucrat la Banca Albina se numără Partenie Cosma (director executiv în perioada 1885 - 1915), dr. Ilie Beu, Ioan Vătășanu, Mihai Velici, Corneliu Diaconovici (secretar și director suplinitor în perioada 1890 - 1896).

## Conducerea băncii
- Visarion Roman, 1873-1884
- Partenie Cosma, 1885-1915
- Iosif Lissai, 1915-1920